# Neclorida
Neclorida is een geslacht van kreeftachtigen uit de klasse van de Malacostraca (hogere kreeftachtigen).

## Soort
- Neclorida miersi (Manning, 1968)